# Фогельзанг (Бранденбург)
Фогельзанг (нім. Vogelsang) — громада в Німеччині, розташована в землі Бранденбург. Входить до складу району Одер-Шпре. Складова частина об'єднання громад Брісков-Фінкенгерд.
Площа — 5,79 км2. Населення становить 719 ос. (станом на 31 грудня 2020).

## Галерея

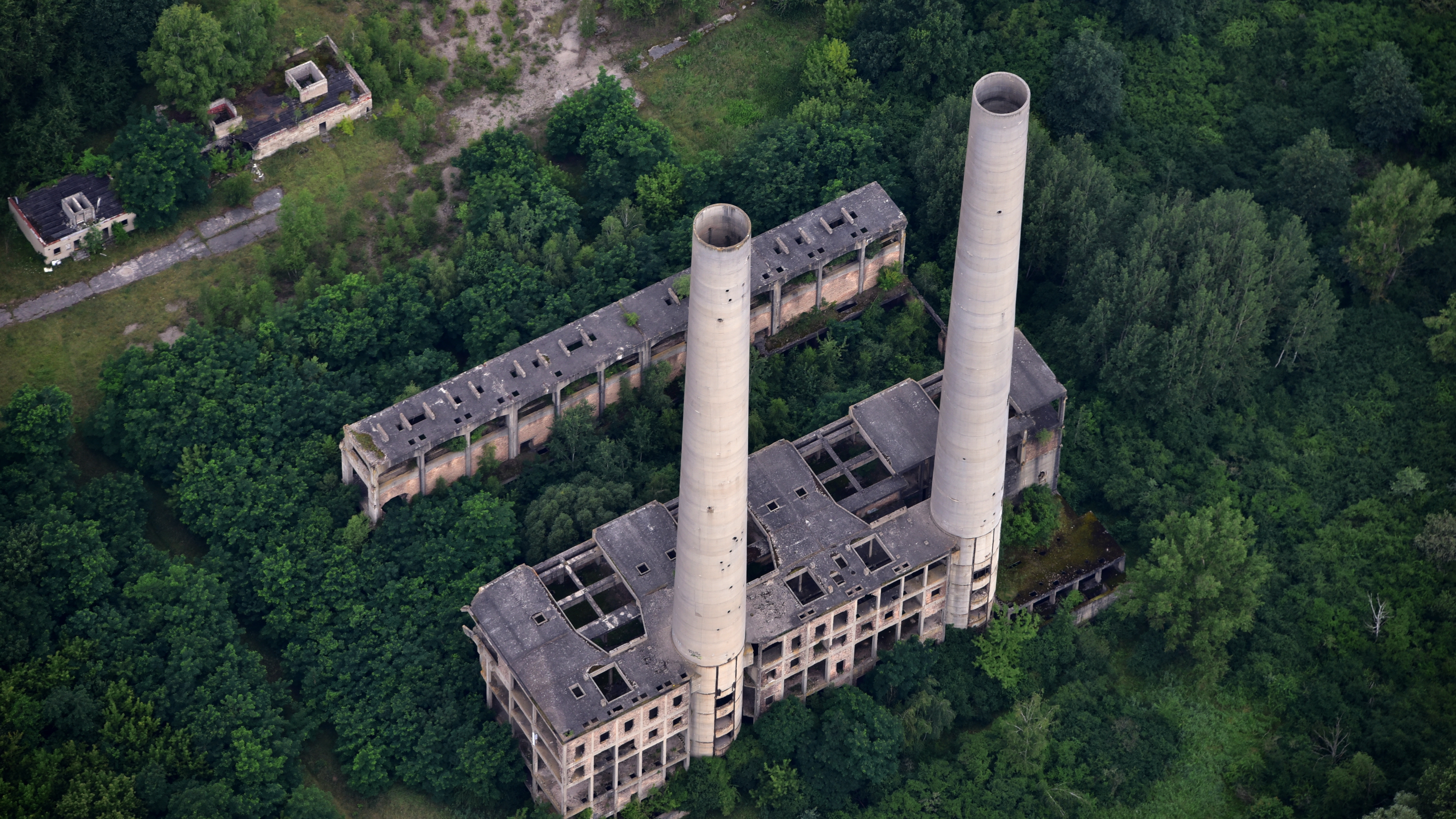